# 오페론
오페론(Operon)은 조절유전자(regulatory gene), 작동유전자(operator), 프로모터(promoter), 구조유전자(structural gene)들을 포함한 효소합성에 관여하는 일련의 DNA로 구성되어 있다. 이는 미생물 유전에서 발견된 것으로 연관된 유전자들을 하나의 전사단위로 묶음으로써 연관된 유전자들을 통일적으로 조절한다. F. Jacob와 J. Monod가 1961년 오페론설을 제창하였다.

## 역사
'오페론'이라는 단어는 1960년 프랑스 과학아카데미에서 처음으로 제안되었다. 이후 1961년 F. Jacob와 J. Monod가 E. coli로부터 락토스 오페론을 처음으로 발견해 내었으며, 1965년 F. Jacob와 J. Monod는 이를 발견한 공로로 A. M. Lwoff와 함께 생리의학부문 노벨상을 수상하였다.

## 구성
- 조절유전자(調節遺傳子, regulatory gene) : 독자적인 프로모터를 가지고 있으며 억제자(repressor)를 암호화하며 항상 발현된다.
- 프로모터 (Promoter) : RNA 중합효소가 인식하여 부착하는 DNA 서열이다.
- 작동유전자(作動遺傳子, operator) : 프로모터 내 혹은 프로모터와 구조유전자의 사이에 위치하여 RNA 중합효소가 유전자에 접근하는 것을 조절한다. 억제자가 결합하는 부위이다.
- 구조유전자(構造遺傳子, structural gene) : 효소의 유전정보를 암호화하고 있는 유전자이다.

## 조절
보편적인 경우 조절유전자로부터 발현되는 억제자가 작동유전자에 결합하는 경우 RNA 중합효소가 프로모터를 인식하는 것을 방해하여 발현이 억제된다. 오페론은 하나 혹은 그 이상의 구조유전자로 구성되어 있기 때문에 RNA 중합효소의 결합이 억제될 경우 오페론 상의 일련의 구조유전자의 발현이 억제된다. 억제자의 작용은 오페론의 종류에 따라 다르다.

## 종류
- 락토스 오페론(lactose operon; Lac operon)
- 트립토판 오페론(tryptophan operon; Trp operon)

## 같이 보기
- 진화발생생물학
- 유전 부호
- L-아라비노스 오페론
- 단백질 생합성